# Argynnis joannis
Argynnis joannis är en fjärilsart som beskrevs av Cabeau 1922. Argynnis joannis ingår i släktet Argynnis och familjen praktfjärilar. Inga underarter finns listade i Catalogue of Life.